# Athlītikos Syllogos Arīs Thessalonikīs 2010-2011
Questa voce raccoglie le informazioni riguardanti l'Athlītikos Syllogos Arīs Thessalonikīs nelle competizioni ufficiali della stagione 2010-2011.

## Rosa
Fonte:
| N. |                    | Ruolo | Calciatore             |
| -- | ------------------ | ----- | ---------------------- |
|    | Spagna (bandiera)  | P     | Juanma Barrero         |
|    | Grecia (bandiera)  | P     | Michalīs Sīfakīs       |
|    | Grecia (bandiera)  | P     | Markos Vellidis        |
|    | Grecia (bandiera)  | D     | Giannis Agtzidis       |
|    | Grecia (bandiera)  | D     | Thomas Grekos          |
|    | Grecia (bandiera)  | D     | Euthymios Kouloucherīs |
|    | Grecia (bandiera)  | D     | Nikolaos Lazaridis     |
|    | Brasile (bandiera) | D     | Neto                   |
|    | Spagna (bandiera)  | D     | Oriol Lozano           |
|    | Grecia (bandiera)  | D     | Grigoris Papazacharias |
|    | Brasile (bandiera) | D     | Ronaldo Guiaro         |
|    | Albania (bandiera) | D     | Kristi Vangjeli        |
|    | Grecia (bandiera)  | C     | Chrīstos Aravidīs      |
|    | Messico (bandiera) | C     | Nery Castillo          |

| N. |                       | Ruolo | Calciatore                |
| -- | --------------------- | ----- | ------------------------- |
|    | Lituania (bandiera)   | C     | Deividas Česnauskis       |
|    | Portogallo (bandiera) | C     | Danilo Pereira            |
|    | Senegal (bandiera)    | C     | Ricardo Faty              |
|    | Grecia (bandiera)     | C     | Charalampos Ikonomopoulos |
|    | Grecia (bandiera)     | C     | Giōrgos Katidīs           |
|    | Grecia (bandiera)     | C     | Kōnstantinos Kaznaferīs   |
|    | Grecia (bandiera)     | C     | Konstantinos Mendrinos    |
|    | Brasile (bandiera)    | C     | Michel                    |
|    | Spagna (bandiera)     | C     | Cristian Portilla         |
|    | Grecia (bandiera)     | C     | Athanasios Prittas        |
|    | Colombia (bandiera)   | C     | Juan Carlos Toja          |
|    | Paraguay (bandiera)   | A     | Raúl Bobadilla            |
|    | Croazia (bandiera)    | A     | Danijel Cesarec           |
|    | Giappone (bandiera)   | A     | Daisuke Sakata            |